# Diepkloof

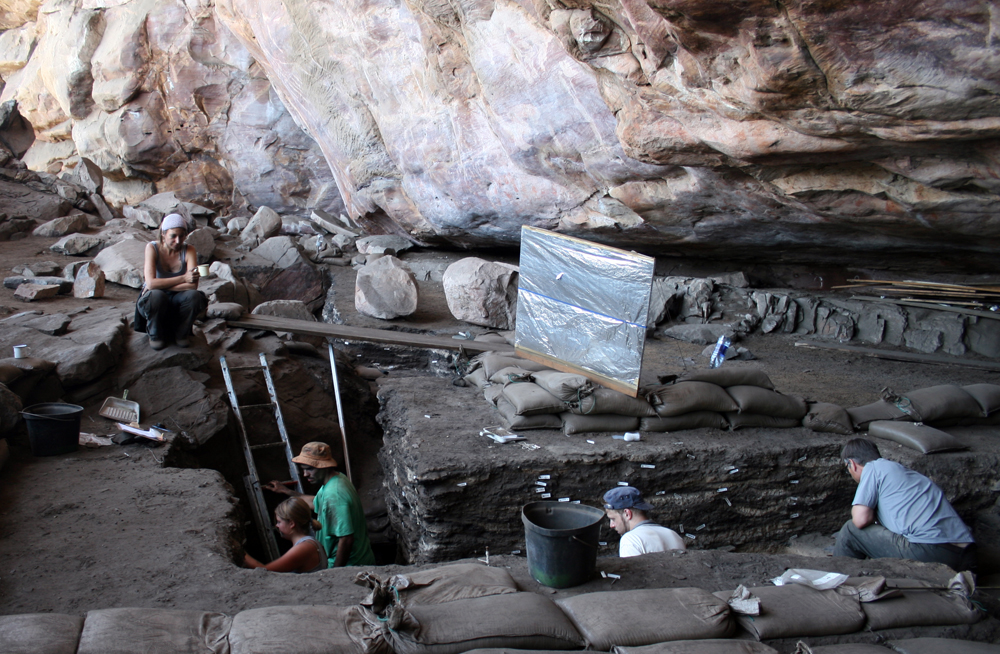
Vista general de l'excavació del 2009

Diepkloof és un jaciment prehistòric de la província del Cap Occidental i al districte de la Costa Oest de Sud-àfrica. Aquesta balma ha proporcionat les primeres proves de l'ús de símbols, en forma de patrons gravats en closques d'ous d'estruç, que s'utilitzaven com a recipients d'aigua fa uns 60.000 anys. Els patrons simbòlics consisteixen en línies que s'encreuen en angle recte o obliquament en l'eclosió.

## Història
John Parkington i Cedric Poggenpoel van començar l'estudi de la balma el 1973 amb l'excavació dels nivells superiors que daten de l'edat de pedra tardana i l'anàlisi de les pintures murals.
Des del 1999, s'hi han realitzat noves recerques, sobretot en nivells més antics, en col·laboració entre el Departament d'Arqueologia de la Universitat de Ciutat del Cap i el Laboratori de Prehistòria de la Universitat de Bordeus.
Amb els jaciments de Pinnacle Point i Sibudu Cave, Diepkloof es va inscriure en la Llista del Patrimoni Mundial de la UNESCO el juliol del 2024, amb el nom de "Aparició del comportament humà modern. Jaciments d'ocupació del plistocé a Sud-àfrica".

## Descripció del jaciment
Diepkloof és una gran balma, de 25 m  d'amplada i 15 m de profunditat, situada a uns 17 km de la costa atlàntica en una àrea semiàrida a prop de la badia d'Elands, a 150 km al nord de Ciutat del Cap. S'obri a l'est en un monticle de gres de quars que s'alça uns 100 metres per damunt del riu Verlorenvlei.
La investigació començà excavant una trinxera de 16 m de llargada i 3,60 m de fondària. Els dipòsits són residus orgànics cremats i no cremats, i cendres de xemeneies, abocaments de cendres i deixalles cremades.

## Cronologia
El jaciment alberga una de les seqüències de l'edat de pedra mitjana més completes i contínues de l'Àfrica Austral, que abasta un període d'entre uns 130000 i 45000 anys abans de la nostra era. Els nivells arqueològics corresponen a Pre-Stillbay, Stillbay, Howiesons Poort i Post-Howiesons Poort.

## Atuells gravats amb closques d'ou d'estruç

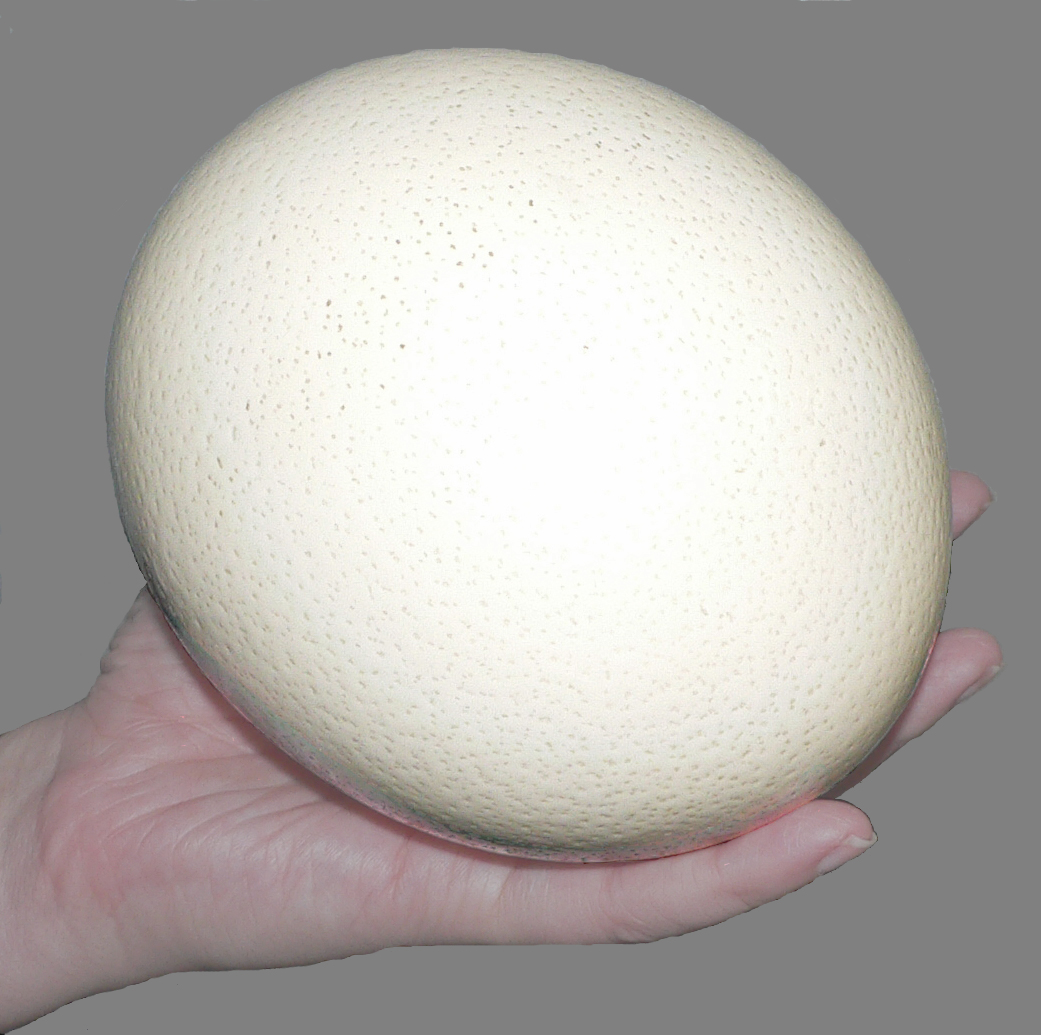
Ou d'estruç actual

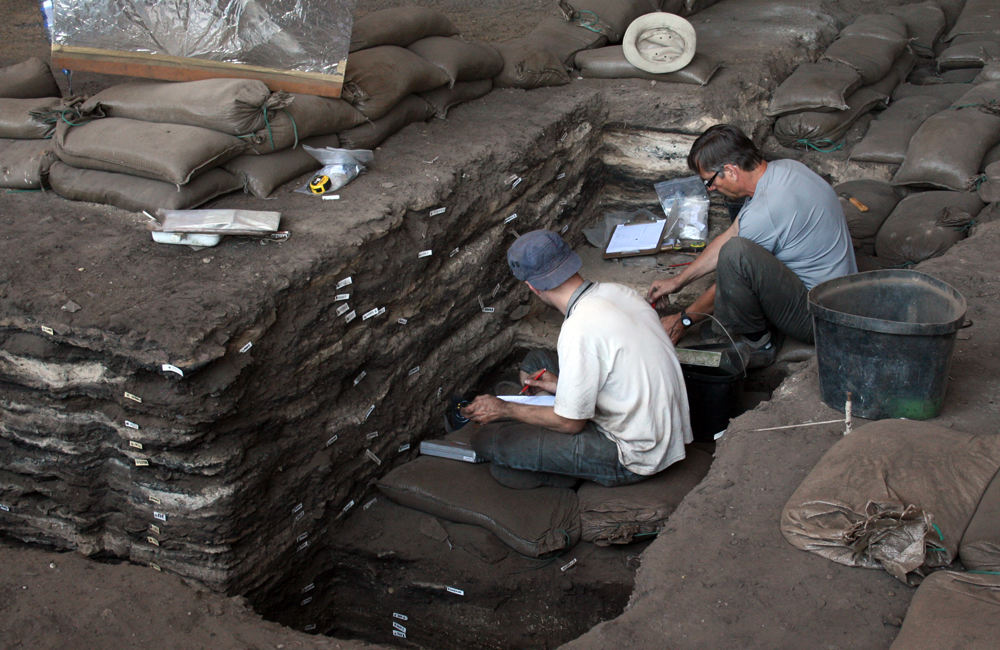
Excavació de la part superior de la seqüència estratigràfica

Diepkloof trobà 270 fragments d'atuells de closca d'ou d'estruç amb patrons geomètrics gravats. Els fragments tenen una mida màxima de 20 a 30 mm, però alguns s'han combinat per reconstruir fragments més grans de 80 x 40 mm. Els fragments desenterrats podrien correspondre a uns 25 recipients. Hi ha fragments de closca en tots els nivells del jaciment, però només els dels nivells de Howiesons Poort tenen gravats. N'hi ha en 18 unitats estratigràfiques diferents, en concret en les anomenades "Franc" i "Darryl". El gravat de petxines sembla ser una tradició que ha durat uns mil·lennis.
Els gravats contenen patrons lineals abstractes i repetitius, incloent-hi bandes ratllades. Un dels fragments té dues línies paral·leles que poden haver recorregut tota la longitud del recipient. Segons els autors de l'estudi, els patrons formen "un sistema de representació simbòlica amb què les identitats col·lectives i les expressions individuals es comuniquen, suggerint fonaments socials, culturals i cognitius que coincideixen amb els dels grups moderns". A més a més, mostren "l'evolució d'una tradició gràfica i l'ús complex de símbols com a mitjancers dins les interaccions socials. El gran nombre de peces marcades demostra que hi havia regles per a compondre dissenys, però amb flexibilitat en aquestes regles per a permetre que els individus o grups n'expressassen preferències".
S'han desenterrat proves semblants o lleugerament més antigues de simbolisme en altres jaciments de Sud-àfrica, com ara blocs d'ocre gravats de 75.000 anys a la Cova de Blombos i petxines de Nassarius perforades que devien formar collarets per a l'ornamentació corporal.
Els gravats es troben en closques d'ous d'estruç que es feien servir com a recipients d'aigua. Els ous d'estruç tenen una capacitat mitjana d'un litre. Potser tenien begudes i perforacions per a poder penjar-les i transportar-les a diari. La seua fabricació requereix una certa habilitat, i un dels autors de l'estudi assenyala que "les closques dels ous d'estruç són força dures. No és pas fàcil fer aquests gravats".

## Paleoflora
El jaciment ha permés la preservació excepcional de materials orgànics, com ara fusta, herba, llavors i fruits. L'estudi del pol·len permet la reconstrucció de la vegetació que envoltava les ocupacions prehistòriques. Durant el Howiesons Poort, la vegetació era arbustiva i corresponia al que es troba ara a les gorges: Diospyros, Cassine peragua, Maytenus, Rhus i Hartogiella schinoides. Les espècies d'arbres incloïen Ficus, Kiggelaria africana, Podocarpus elongatus i Celtis africana. Açò indica un entorn boscós més divers que l'actual.

## Paleofauna
Les restes de fauna contenen ossos de mamífers, tortugues i petxines marines de la costa. La majoria dels ossos trobats a la balma són de damà roquer del Cap, llebre, rata talp nua del Cap, raficer i grysbok. També hi ha animals d'ambients rocosos, com el klipspringer i el vaalribbok. Hi hauria hagut prades, com ho demostren les restes de zebra, nyu blau i búbal. L'hipopòtam i el redunca comú són del riu proper. La costa marina s'hauria desplaçat cap a la desembocadura del riu, com ho demostren la presència de fragments de petxines de Choromytilus meridionalis, Cymbula granatina i os marí. Tot i que hi ha fragments de closques d'ous d'estruç, no s'ha desenterrat cap os d'estruç.
Els ossos de tortuga corresponen sobretot a la tortuga ariet, que encara és present al medi ambient hui. Les tortugues en qüestió eren més grans que les de l'edat de pedra tardana, cosa que podria estar relacionada amb diferents intensitats de depredació entre els dos períodes.